# Lodewijk I van Thouars
Lodewijk I van Thouars (circa 1310 - Talmont, 7 april 1370) was van 1333 tot aan zijn dood burggraaf van Thouars en van 1346 tot 1355 graaf iure uxoris van Dreux. Hij behoorde tot het huis Thouars.

## Levensloop
Lodewijk I was de oudste zoon van burggraaf Jan I van Thouars uit diens huwelijk met Blanche, dochter van Godfried van Brabant, heer van Aarschot. In 1333 volgde hij zijn oom Hugo II op als burggraaf van Thouars. Van 1346 tot 1355 was hij samen met zijn eerste echtgenote Johanna II eveneens graaf van Dreux.
Hij was een trouwe bondgenoot van koning Filips VI van Frankrijk. Lodewijk vocht mee in de Honderdjarige Oorlog tegen koning Eduard III van Engeland en nam in 1356 deel aan de voor de Fransen desastreuze Slag bij Poitiers. In 1360 werd het burggraafschap Thouars als onderdeel van het Verdrag van Brétigny onder Engelse heerschappij geplaatst en in november 1361 werd de stad ingenomen door John Chandos. Twee jaar later, in 1363, legde Lodewijk een eed van trouw af aan de Engelse koning.
Lodewijk overleed in april 1370. Omdat zijn zonen reeds overleden waren, werd hij als burggraaf van Thouars opgevolgd door zijn oudste dochter Petronella.

## Huwelijken en nakomelingen
Rond 1330 huwde Lodewijk I met Johanna II (1309-1355), dochter van graaf Jan II van Dreux. Ze kregen volgende kinderen:
- Jan (overleden in 1355), heer van La Chaize-le-Vicomte
- Simon (overleden in 1365), graaf van Dreux, huwde met Johanna, dochter van Jan van Artesië, graaf van Eu.
- Petronella (overleden in 1397), co-gravin van Dreux, huwde eerst in 1345 met Amalrik van Craon en daarna in 1376 met Tristan Rouault de Boisménard.
- Isabella (overleden in 1397), co-gravin van Dreux, huwde eerst met Gwijde van Nesles, daarna in 1356 met Ingelger I van Amboise en ten slotte met Willem van Harcourt.
- Margaretha (overleden in 1397), co-gravin van Dreux, huwde eerst met Thomas de Chemille en daarna met Guy Turpin, heer van Crisse.

In juli 1361 huwde hij met zijn tweede echtgenote Isabella, dochter van heer Hendrik IV van Avaugour en weduwe van heer Godfried VIII van Châteaubriant.